# Brooklyn Lyons-Foster
Brooklyn Lyons-Foster (Londra, 1º dicembre 2000) è un calciatore inglese, difensore dell'HJK.

## Caratteristiche tecniche
Di ruolo difensore centrale, può essere utilizzato anche come terzino destro oppure come mediano.

## Carriera

### Club
Cresciuto nel vivaio del Tottenham, ha percorso tutta la trafila delle varie selezioni giovanili rivestendo in varie occasioni i gradi di capitano dell'Under-21. Il 19 agosto 2021 ha ricevuto la prima convocazione con la prima squadra, rimanendo tuttavia in panchina nell'incontro dei preliminari di Conference League contro il Paços Ferreira. Tra il 2017 ed il 2024 gioca inoltre 13 partite da professionista, con anche un gol segnato, con la formazione Under-21 degli Spurs, impegnata nel Football League Trophy.
Il 14 febbraio 2024 è stato ceduto a titolo gratuito all'HJK, con cui ha firmato un contratto triennale. Ha debuttato a livello professionistico tre giorni più tardi nell'incontro di Liigacup perso 2-1 contro l'Inter Turku ed ha segnato il suo primo gol il 24 aprile nella trasferta pareggiata 3-3 contro il SJK.

### Nazionale
Ha giocato nella nazionale inglese Under-17.

## Statistiche

### Presenze e reti nei club
Statistiche aggiornate al 6 marzo 2025.
| Stagione        | Squadra         | Campionato      | Campionato | Campionato | Coppe nazionali | Coppe nazionali | Coppe nazionali | Coppe continentali | Coppe continentali | Coppe continentali | Altre coppe | Altre coppe | Altre coppe | Totale | Totale | Totale |
| Stagione        | Squadra         | Comp            | Pres       | Reti       | Comp            | Pres            | Reti            | Comp               | Pres               | Reti               | Comp        | Pres        | Reti        | Pres   | Reti   |        |
| --------------- | --------------- | --------------- | ---------- | ---------- | --------------- | --------------- | --------------- | ------------------ | ------------------ | ------------------ | ----------- | ----------- | ----------- | ------ | ------ | ------ |
| 2024            | HJK             | VL              | 18         | 1          | CF+CdL          | 0+1             | 0               | UCL+UECL           | 2+10               | 0                  | -           | -           | -           | 31     | 1      |        |
| 2025            | HJK             | VL              | 0          | 0          | CF+CdL          | 0+4             | 0               | -                  | -                  | -                  | -           | -           | -           | 4      | 0      |        |
| Totale carriera | Totale carriera | Totale carriera | 18         | 1          |                 | 5               | 0               |                    | 12                 | 0                  |             | -           | -           | 35     | 1      |        |